# Niagara (West-Australië)
Niagara is een spookdorp in de regio Goldfields-Esperance in West-Australië.

## Geschiedenis
Northmore en Doolette vonden goud in de streek in 1895. Al snel ontwikkelde zich een dorp dat Niagara werd genoemd. In februari 1896 schreef de 'Niagara Progress Committee' de overheid aan om het dorp officieel te erkennen. Op 6 augustus 1896 werd de telegraaflijn tussen Kalgoorlie en Niagara in gebruik genomen. In november 1896 werd Niagara officieel gesticht.
Niagara werd vernoemd naar een kleine in de nabijheid gelegen waterval, drie meter hoog, die enkel bij zware regenbuien ontstond. De eerste goudzoekers vernoemden de waterval als grap naar de Amerikaanse Niagarawatervallen. In 1897 bouwde C.Y. O'Connor er voor de spoorwegen een dam, de 'Niagara Dam', om de stoomtreinen die tussen Leonora en Menzies reden van water te voorzien. Door schaarse regen en de vondst van een ondergrondse watervoorraad nabij Kookynie werd de dam nooit voor dat doel gebruikt.
Niagara werd nooit groter dan twee straten. Van april 1896 tot juli 1900 was er een klein ziekenhuis. In 1897 werd een politiekantoor geopend. In augustus 1901 sloot het alweer de deuren en het gebouw werd naar Kookynie verhuisd. Rond 1900 waren er onder meer een achttal hotels, enkele winkeliers, bakkers, hoefsmeden, schoenmakers, een beenhouwer en een bank actief. In 1903 woonden er nog zo'n 75 goudzoekers in het dorp. In augustus 1912 sloot een in 1900 geopend schooltje. Het in 1897 geopende postkantoor sloot in 1913 de deuren. In 1908 waren er nog minstens drie hotels in bedrijf. In 1913 sloot het laatste hotel, het 'Victoria Hotel' de deuren. Hoewel volgens sommige bronnen Niagara al voor 1910 volledig verlaten was, moet er volgens het postregister nog tot begin jaren 1910 mensen gewoond en economische activiteit plaatsgevonden hebben.

## 21e eeuw
Niagara maakt deel uit van het lokale bestuursgebied (LGA) Shire of Menzies waarvan Menzies de hoofdplaats is. De onderneming 'GTI Resources' zoekt nog naar goud in de streek.
De 'Niagara Dam' is een plaats voor recreatie. Er mag worden gekampeerd.

## Transport
Niagara ligt aan de 'Kookynie Road', 788 kilometer ten oostnoordoosten van de West-Australische hoofdstad Perth, 191 kilometer ten noorden van het aan de Goldfields Highway gelegen Kalgoorlie en 59 kilometer ten noordoosten van Menzies.
De spoorweg tussen Kalgoorlie en Leonora loopt langs Niagara en maakt deel uit van het goederenspoorwegnetwerk van Arc Infrastructure. Er rijden geen reizigerstreinen.

## Klimaat
Niagara kent een warm woestijnklimaat, BWh volgens de klimaatclassificatie van Köppen.